# Bethel (Delaware)
Bethel è un comune degli Stati Uniti, situata nella Contea di Sussex, nello Stato del Delaware. Secondo il censimento del 2000 la popolazione era di 184 abitanti. Appartiene all'area micropolitana di Seaford.

## Geografia fisica
Secondo i rilevamenti dello United States Census Bureau, il comune di Bethel si estende su una superficie totale di 1,0 km², tutti quanti occupati da terre.

## Popolazione
Secondo il censimento del 2000, a Bethel vivevano 184 persone, ed erano presenti 56 gruppi familiari. La densità di popolazione era di 225 ab./km². Nel territorio comunale si trovavano 97 unità edificate. Per quanto riguarda la composizione etnica degli abitanti, il 96,20% era bianco, il 2,72% era afroamericano e l'1,09% proveniva dall'Asia. La popolazione di ogni razza proveniente dall'America Latina corrispondeva al 0,54% degli abitanti.
Per quanto riguarda la suddivisione della popolazione in fasce d'età, il 20,7% era al di sotto dei 18, il 7,6% fra i 18 e i 24, il 23,9% fra i 25 e i 44, il 28,8% fra i 45 e i 64, mentre infine il 19,0% era al di sopra dei 65 anni di età. L'età media della popolazione era di 44 anni. Per ogni 100 donne residenti vivevano 89,7 maschi.